# Raphael Holzdeppe
Raphael Marcel Holzdeppe (nacido el 28 de septiembre de 1989 en Kaiserslautern, Renania-Palatinado, Alemania) es un pertiguista alemán. Su mayor éxito deportivo ha sido la medalla de oro que ganó el 12 de agosto de 2013 en el Campeonato Mundial de Atletismo de 2013 en Moscú, Rusia, al saltar 5,82 m en su primer intento en la final.

## Enlaces
- Sitio web de Raphael Holzdeppe Archivado el 14 de junio de 2013 en Wayback Machine.